# Pilea involucrata
Pilea involucrata, comúnmente llamada la planta de la amistad, es una planta arbustiva trepadora que a veces es cultivada, especialmente en sitios con alta humedad, como en un terrario. Es nativa de América Central y del Sur.